# Шахдарински хребет
Шахдаринският хребет (на руски: Шахдаринский хребет) е планински хребет в югозападна част на Памир, разположен на територията на Таджикистан. Простира се от запад-югозапад на изток-североизток на протежение от 105 km, между реките Пяндж (лява съставяща на Амударя) на юг и Шахдаря (ляв приток на Гунт) на север. На запад се свързва с Ишкашимския, а на изток – с Южноаличурския хребет. Максимална височина връх Карл Маркс 6723 m, (37°09′34″ с. ш. 72°28′58″ и. д. / 37.159444° с. ш. 72.482778° и. д.), разположен в източната му част. Втори по височина е връх Съветска Армия (6175 m), разположен в западната му част. Изграден е основно от гнайси, амфиболити и други метаморфни скали с докамбрийска възраст. Склоновете му са заети от планински степи и пустини, а в дълбоките речни долини се срещат малки горички от арча. Най-високите му части са покрити с вечни снегове и ледници (над 300 ледника с обща площ 269 km²).

## Топографска карта
- J-42-Г М 1:500000[2]
- J-43-В М 1:500000[3]